# Seabound
Seabound ist eine Future-Pop-Band  aus Bielefeld.
Seabound wurde 1995 von Frank Spinath und Martin Vorbrodt gegründet. Beide waren bereits zuvor musikalisch aktiv. Vorbrodt war in den 1980er Jahren in einer Punkband und wechselte in den 1990er Jahren zur elektronischen Musik. Spinath arbeitet seit 1990 an verschiedenen elektronischen Projekten.
Live werden sie unterstützt von Daniel Wehmeier (Schlagzeug). Seabound hatten Live-Auftritte unter anderem auf dem M’era Luna Festival 2002, dem Wave-Gotik-Treffen 2007 und dem Amphi Festival 2012.

## Stil
Die Musik von Seabound bewegt sich vorwiegend im Bereich des Elektro, nimmt jedoch auch zahlreiche Elemente aus der Popmusik, Dance und Breakbeat auf.
Inhaltlich setzt sich die Musik schwerpunktmäßig mit Einblicken in die menschliche Psyche und ihren vielfältigen Störungen auseinander, aber auch mit Themen wie dem Verlangen nach Erfüllung. Der Sänger und Psychologie-Hochschullehrer Frank Spinath drückt Themen, die ihn auch fachlich beschäftigen künstlerisch aus und schafft so zu diesen einen emotionalen Bezug.
Spinath setzt den Gedanken dieses Projektes seit 2005 parallel auch mit dem stilistisch verwandten Projekt Edge of Dawn fort.

## Diskografie
Alben
- 2001: No Sleep Demon
- 2004: No Sleep Demon V2.0 (Re-Release)
- 2004: Beyond Flatline
- 2006: Double-Crosser
- 2008: Come Forward – Live in Berlin (Livealbum)
- 2009: When Black Beats Blue [Rarities]
- 2014: Speak in Storms

Singles und EPs
- 2001: Travelling (MCD)
- 2001: Hooked (Promo MCD)
- 2003: Dependend Club Invasion
- 2003: Contact
- 2004: Poisonous Friend (EP)
- 2004: Beyond Flatline Tour